# Cenaculum
El cenaculum o cenáculo (del latín cena, "comida") es una estancia de la casa romana acomodada donde se comía de diario en familia. Este comedor informal se encontraba originalmente en el piso de arriba de la casa, encima del tablinum, situado en la planta baja, donde los huéspedes eran formalmente recibidos y el pater familias hacía sus negocios. 
Nótese que difiere del triclinium, en que éste, situado en la planta baja, se utilizaba sólo para comidas formales) con invitados. 
El cenaculum designaría posteriormente al último piso entero.
Estas habitaciones del piso superior de una casa romana a las que se debían acceder por una escalera, sirvieron a menudo para alojar a los esclavos de la casa y llegaban a alquilarse, por lo que finalmente tuvo un significado secundario como "casa de los pobres".
Cenáculo también es el término que se utiliza para el lugar donde se produjo la Santa Cena.